# Kulturföreningen Tåget
Kulturföreningen Tåget är en ideell förening med säte i Borås som jobbar med kulturen som medel för att ge unga människor mellan 15 och 25 år en aktiv och meningsfull fritid. Föreningen har varit verksam sedan 1984.
Föreningen inriktar sig på det kulturella som film, dans, video, musik, teater, keramik och även spel, datorer och skateboardåkning.
De olika avdelningarna (musik, film och så vidare) kallas vagnar. En vagn har självklart en vagnledare och är man fler än tre i en grupp kan man skapa en studiecirkel.